# Zbigniew Pranga
Zbigniew Pranga (ur. 29 lipca 1947 w Wejherowie, zm. 25 stycznia 2013 tamże) – polski polityk i ekonomista, naczelnik (1982–1988) i prezydent (1988–1990) Wejherowa.

## Życiorys
Urodził się 29 lipca 1947 w Wejherowie. Kształcił się w Szkole Podstawowej nr 3 w Wejherowie oraz w Liceum Ogólnokształcącym w Lęborku. W 1979 ukończył studia na Wydziale Ekonomiki Transportu Uniwersytetu Gdańskiego.
W latach 1969–1976 pełnił funkcję starszego inspektora ekonomicznego w oddziale NBP w Wejherowie. Od 1976 do 1981 był zastępcą prezesa Meblarskiej Spółdzielni Inwalidów „Zryw” w Wejherowie. Od 1 lutego 1981 pełnił funkcję zastępcy naczelnika miasta Wejherowa, a od 1 października 1982 – naczelnika miasta. 22 lutego 1988 został pierwszym prezydentem Wejherowa. Urząd ten pełnił do 28 lutego 1990. W kolejnych latach pracował w Banku Gdańskim S.A.
Zmarł 25 stycznia 2013 w Wejherowie. Został pochowany na cmentarzu Śmiechowskim.

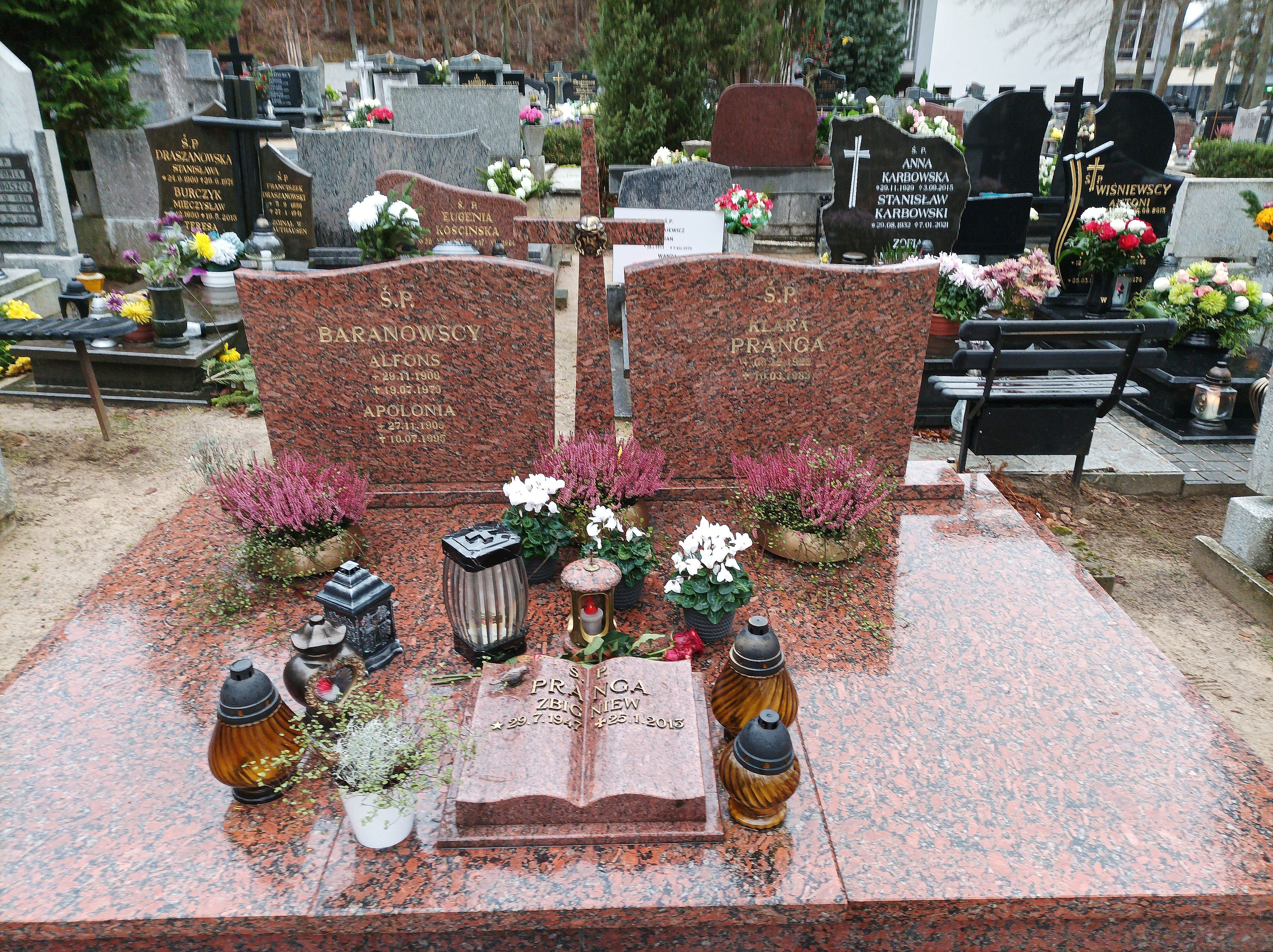
Grób Zbigniewa Prangi w Wejherowie